# BMW G05
La sigla BMW G05 identifica la quarta generazione della X5, un'autovettura di tipo SUV di segmento E prodotta dal 2018 dalla casa automobilistica tedesca BMW.

## Profilo

### Debutto
La quarta generazione del SUV viene svelata il 6 giugno 2018 con la diffusione in rete delle prime foto ufficiali. La vettura viene commercializzata da novembre 2018.

### Struttura e motori
G05 X5 utilizza la piattaforma CLAR (BMW's Cluster Architecture) anche nelle serie BMW G11 e BMW G30. Presenta una sospensione posteriore a cinque bracci ed è disponibile anche con sterzo a quattro ruote e sospensioni regolabili che possono essere sollevate o abbassate di 40 mm. Tutti i modelli a benzina sono dotati di filtri antiparticolato, mentre tutti i modelli diesel sono dotati di iniezione AdBlue che riduce le emissioni di ossidi di azoto.
La SUV è provvista di tre tipi di motori:
- 3.0 L B58 I6-T (benzina)
- 3.0 L B57 I6-T (diesel)
- 4.4 L N63 V8-T (benzina)

### Equipaggiamento
In dotazioni di serie sono compresi fari a LED, ammortizzatori a controllo elettronico, sedili sportivi elettrici e riscaldati e due display da 12,3 pollici e sistema iDrive. I modelli G05 X5 sono anche disponibili con fari laser, porta bicchieri riscaldati e raffreddati, un tetto apribile con motivi a LED e un abbonamento a Microsoft 365 e Skype for Business con aggiornamenti over-the-air. Un nuovo sistema Digital Key consente inoltre di utilizzare uno smartphone come telecomando per bloccare o sbloccare l'auto tramite NFC.
I pacchetti xLine e M Sport sono anche offerti insieme al rivestimento standard e sono caratterizzati da un diverso stile della struttura e da esclusivi colori di verniciatura esterna e scelte di rivestimento. I modelli xLine sono dotati di cerchi in lega da 19 pollici con rivestimento esterno in alluminio, mentre i modelli M Sport sono dotati di cerchi in lega da 20 pollici con finiture lucide.

## Riepilogo caratteristiche
Di seguito vengono riepilogate le caratteristiche delle versioni previste per la gamma della X5 G05:
| Modello                       | Motore             | Alimentazione                                       | Potenza kW / CV @ rpm     | Coppia Nm/rpm       | Trazione           | Acceler. 0–100 km/h | Anni di produzione |
| Versioni a benzina            | Versioni a benzina | Versioni a benzina                                  | Versioni a benzina        | Versioni a benzina  | Versioni a benzina | Versioni a benzina  | Versioni a benzina |
| ----------------------------- | ------------------ | --------------------------------------------------- | ------------------------- | ------------------- | ------------------ | ------------------- | ------------------ |
| X5 xDrive40i                  | B58B30M1           | Iniezione diretta Turbo                             | 250 / 340 @ 5'500         | 450 / 1'500 - 5'200 | I                  | 5"5                 | 2018 -             |
| X5 xDrive50i                  | N63B44M3           | Iniezione diretta BiTurbo                           | 340 / 462 @ 5'250         | 650 / 1'500 - 4'750 | I                  | 4"7                 | 2018 - 2020        |
| X5 M50i                       | N63B44T3           | Iniezione diretta BiTurbo                           | 390 / 530 @ 5'550 - 6'000 | 750 / 1'800 - 4'600 | I                  | 4"3                 | 2019 -             |
| X5 xDrive45e                  | B58B30M1           | Iniezione diretta turbo + Motore Elettrico Sincrono | 294 / 394 @ 5'500         | 600 / 1'500 - 5'200 | I                  | 5"6                 | 2019 -             |
| X5 M                          | S63B44T4           | Iniezione diretta BiTurbo                           | 441 / 600 @ 6'000         | 750 / 1'800 - 4'600 | I                  | 3"8                 | 2020 -             |
| X5 M Competition              | S63B44T4           | Iniezione diretta BiTurbo                           | 460 / 625 @ 6'000         | 750 / 1'800 - 5'860 | I                  | 3"7                 | 2020 -             |
| Versioni a gasolio            |                    |                                                     |                           |                     |                    |                     |                    |
| X5 xDrive25d                  | B47D20             | Iniezione diretta BiTurbo                           | 170 / 231 @ 4'400         | 450 / 1'500 - 3'000 | I                  | 7"5                 | 2018 -             |
| X5 xDrive30d                  | B57D30             | Iniezione diretta Turbo                             | 195 / 265 @ 4'000         | 620 / 2'000 - 2'500 | I                  | 6"5                 | 2018 -             |
| X5 xDrive40d                  | B57D30A            | Iniezione diretta BiTurbo                           | 250 / 340 @ 4'400         | 700 / 1'750 - 2'250 | I                  | 5"5                 | 2018 -             |
| X5 M50d                       | B57D30C            | Iniezione diretta Quad-Turbo                        | 294 / 400 @ 4'400         | 760 / 2'000 - 3'000 | I                  | 5"2                 | 2018 - 2020        |
| Versione Fuel Cell (Idrogeno) |                    |                                                     |                           |                     |                    |                     |                    |
| X5 FCV                        |                    |                                                     |                           |                     |                    |                     | 2022 -             |